# Çayrud
Çayrud è un comune dell'Azerbaigian situato nel distretto di Lerik. Conta una popolazione di 1 780 abitanti.